# Székes-patak
A Székes-patak a Kisalföldön ered, Győr-Moson-Sopron vármegyében, Nagyszentjános határában. A patak forrásától kezdve keleti irányban halad, majd Ácsnál eléri a Concó-patakot.
A Székes-patak és vízgyűjtő területe vízgazdálkodási szempontból a Bakonyér és Concó Vízgyűjtő-tervezési alegység működési területét képezi.

## Part menti települések
- Nagyszentjános
- Ács